# Малюгин, Александр Иванович
Александр Иванович Малюгин (род. 22 января 1954, Ленинград) — советский хоккеист, защитник. Советский и российский тренер. Мастер спорта СССР.

## Биография
Начинал играть в центре нападения в «Золотой шайбе», в команде «Сокол» Московского района Ленинграда был переведён в защиту. Тем не менее продолжал забрасывать шайбы — подключался в нападение и забивал от синей линии. Небольшие габариты компенсировал самоотверженностью и самоотдачей, применял силовые приемы в борьбе с нападающими.
Серебряный призёр юниорского чемпионата Европы 1972, победитель домашнего юниорского чемпионата Европы 1973. Победитель первого неофициального, домашнего молодёжного чемпионата мира 1974.
Дебютировал в СКА (Ленинград), проведя в сезоне 1972/73 два матча, в следующем сезоне — ещё два. Однажды в матче на первенство города шайбу попала Малюгину прямо в лицо, выбив верхние зубы. После этого он стал больше осторожничать, реже ложился под шайбу. Сезоны 1974/75 — 1976/77 был вынужден провести во второй лиге, выступая за «Шторм» и «Судостроитель».
Провёл в СКА семь сезонов, сезон 1984/85 отыграл в первой лиге за фарм-клуб «Звезда» Оленегорск. Завершил карьеру в «Звезде» в сезоне 1988/89 играющим тренером. Работал тренером в системе СКА до 50 лет. Вёл три возраста 1971, 1978, 1983 годов рождения. Принял команду 1987 года рождения погибшего Вячеслава Лаврова и работал с ней четыре года. Ушёл из клуба в 2004 году после того, как отказался заменить в СКА-2 Николая Пучкова.
Затем — тренер юношеских команд колпинского «Локомотива» (2005/06 — 2011/12), помощник в хоккейной школе «Динамо».